# Stob Coire Raineach
Stob Coire Raineach är ett berg i Storbritannien.   Det ligger i kommunen Highland och riksdelen Skottland, i den nordvästra delen av landet, 600 km nordväst om huvudstaden London. Toppen på Stob Coire Raineach är 925 meter över havet, eller 182 meter över den omgivande terrängen. Bredden vid basen är 1,2 km.
Terrängen runt Stob Coire Raineach är kuperad åt sydost, men åt nordväst är den bergig.Runt Stob Coire Raineach är det mycket glesbefolkat, med 4 invånare per kvadratkilometer. Närmaste större samhälle är Kinlochleven, 6,9 km norr om Stob Coire Raineach. Trakten runt Stob Coire Raineach består i huvudsak av gräsmarker.